# HistWar : Les Grognards
 (août 2015).
HistWar : Les Grognards est un jeu vidéo développé par Jean-Michel Mathé et édité par Com'And Play. Il s’agit d’un wargame en temps réel qui simule des batailles du Premier Empire. Il est publié en février 2010 en Europe.

## Système de jeu
HistWar : Les Grognards est un wargame qui place le joueur dans le rôle  du commandant en chef d'une armée de l'époque napoléonienne, et lui permet de reconstituer des batailles sur la période 1805-1815, dans un environnement 3D et/ou 2D. La démarche du jeu consiste à vouloir simuler au mieux la nature historique des conflits grâce à des contraintes fortes qui introduisent le concept de FPC (First Person Commander)[réf. nécessaire]. Le jeu offre ainsi différentes options au joueur, qui ont pour but de  renforcer la simulation historique et l'immersion dans ce rôle de commandant en chef :
- Inertie de commandement. Commander une armée de plusieurs dizaines de milliers d'hommes, à l'époque napoléonienne, où les technologies modernes de communications n'existaient pas, exigeait l'emploi de messagers, les aides de camp. Le jeu HistWar : Les Grognards permet de prendre en compte le rôle de ces aides de camp : les ordres envoyés par le joueur peuvent ne pas être reçus (Interception des aides de camp). La durée de transmission des ordres dépendra de la distance séparant le donneur d'ordres de son subordonné. Une fois l'ordre reçu, il ne sera appliqué qu'après un délai d'exécution (variable en fonction du nombre d'unités, de la hiérarchie des corps, de la compétence du commandant).
- Perte de contrôle des unités combattantes. Leur comportement sera fonction d'un certain nombre de paramètres (moral, fatigue, comportement des unités amies proches, positions et attitudes des unités ennemies, etc.), qui pourront leur faire ignorer les ordres du joueur.
- Connaissance incomplète de la situation générale. Les options du jeu permettent de limiter la caméra à la position du général en chef, et de limiter la visibilité des unités ennemies et alliées en fonction de leur détection.

### Options
Le jeu propose différentes options qui permettent au joueur de choisir la configuration dans laquelle il va jouer :
- Le camp choisi, français ou coalisé.
- Les conditions météorologiques.
- Le "brouillard de guerre", qui définit les conditions sous lesquelles le joueur voit les informations sur les troupes.

### Intelligences artificielles
Le joueur n'est pas seul pour diriger toute son armée. Il est assisté par trois modules d’intelligence artificielle (IA) :
- L'IA Grande Tactique, qui simule le comportement du Chef d’Armée adverse (dans le cas où le joueur joue seul).
- L'IA Tactique, qui modélise le rôle des Chefs de Corps. Les Chefs de Corps reçoivent vos ordres, les interprètent et organisent leur troupes en tenant compte des directives transmises.
- L'IA Régimentaire, qui se charge de l’activité des chefs de régiments. Ces "colonels" se chargent d’appliquer les ordres reçus, mais aussi de prendre toutes les dispositions nécessaires à la sauvegarde de leur régiment.

### Modes de jeu
Trois modes de jeu sont proposés :
- Mode Solo, pour affronter l’adversaire automatique.
- Mode jeu par email, avec des séquences de 15 minutes.
- Mode jeu en réseau (LAN ou Internet), pour huit joueurs répartis dans les deux camps.
- Un mode « Replay » permet de rejouer l’intégralité des engagements.

### Éditeurs
Le joueur dispose en outre de trois éditeurs lui permettant de créer ses propres scénarios (historiques ou non) :
- L'éditeur de carte, grâce auquel le joueur pourra créer ses propres "cartes", en fait de véritables Modèles Numériques de Terrain. Un mode aléatoire est également disponible pour créer des MNT à votre demande.
- L'éditeur d’Ordre de bataille grâce auquel le joueur va pouvoir créer ses propres armées et les organiser en corps d'armées, ou en colonnes, en divisions, en brigades... Un mode aléatoire est également disponible pour générer des Ordres de Bataille équilibrés automatiquement.
- L'éditeur de Doctrines donne aux joueurs la capacité de définir la réponse de ses unités en présence de l'adversaire. Ainsi, sans être présent derrière chaque régiment, le joueur impose sa méthode de commandement.

## Développement
HistWar : Les Grognards est l’œuvre de Jean-Michel Mathé, un ingénieur en informatique français. Il est la suite de La Grande Armée at Austerlitz,, édité par la société américaine Matrixgames au début des années 2000.
Le développement de HistWar Les Grognards a duré presque dix ans. Le jeu a fait l’objet durant cette période de présentations ou interviews dans la presse spécialisée dans les jeux de guerre, comme Armchair General (en), PC Gamer, Cyberstratège, Vae Victis,, PC4War,,, PC Jeux  ou Jeuxvideo.com.

## Accueil critique
HistWar Les Grognards a fait l’objet de plusieurs critiques dans la presse spécialisée : IG Magazine, PC4War, ou Wargamer.com. Il est disponible à la vente depuis janvier 2010.